# ヒューメイソン (小惑星)
ヒューメイソン (2070 Humason) は小惑星帯に位置する小惑星。1964年10月14日、インディアナ小惑星計画 (Indiana Asteroid Program) によりゲーテ・リンク天文台で発見された。
ウィルソン山天文台で活躍したアメリカ合衆国の天文学者、ミルトン・ヒューメイソン（Milton Lasell Humason, 1891年 - 1972年）に因んで命名された。